# Canton de Hornoy-le-Bourg
Le canton de Hornoy-le-Bourg est un ancien canton français situé dans le département de la Somme et la région Picardie.

## Géographie
Ce canton était organisé autour de Hornoy-le-Bourg dans l'arrondissement d'Amiens. Son altitude variait de 48 m (Belloy-Saint-Léonard) à 211 m (Beaucamps-le-Jeune) pour une altitude moyenne de 161 m.

## Histoire
- De 1833 à 1848, les cantons d'Oisemont et d'Hornoy avaient le même conseiller général. Le nombre de conseillers généraux était limité à 30 par département.

## Représentation

### Conseillers généraux de 1833 à 2015
| Période | Période          | Identité                                                   | Étiquette              | Qualité                                                                     |
| ------- | ---------------- | ---------------------------------------------------------- | ---------------------- | --------------------------------------------------------------------------- |
| 1833    | 1845 (décès)     | Charles de Dompierre d'Hornoy                              |                        | Propriétaire exploitant agricole, maire d'Hornoy Député (1827-1831)         |
| 1845    | 1873 (décès)     | Alexandre, Comte de Dompierre d'Hornoy (fils du précédent) |                        | Magistrat, maire d'Hornoy Président du Conseil Général (1850 et 1871-1873)  |
| 1873    | 1877             | Pierre François Peltot                                     | Républicain            | Propriétaire-cultivateur, maire de Tronchoy                                 |
| 1877    | 1883             | Marie Arthur Danzel d'Aumont                               | Droite                 | Ancien militaire, propriétaire, maire d'Aumont                              |
| 1883    | 1888 (démission) | Théophile Martin                                           | Républicain            | Maire de Brocourt, conseiller d'arrondissement                              |
| 1888    | 1895             | Marie Arthur Danzel d'Aumont                               | Droite                 | Ancien militaire, propriétaire, maire d'Aumont                              |
| 1895    | 1899 (décès)     | Eugène Leullier                                            | Républicain            | Propriétaire à Boulainvillers, commune de Tronchoy                          |
| 1899    | 1907             | Eugène Neveu                                               | Républicain            | Industriel au Quesne                                                        |
| 1907    | 1940 (décès)     | Georges Manchion                                           | RG                     | Agriculteur Maire de Tronchoy depuis 1893                                   |
|         |                  |                                                            |                        |                                                                             |
| 1945    | 1951 (décès)     | Gabriel Delétoille                                         | Rad.-RGR               | Quincaillier Maire d'Hornoy (1935-1951), ancien conseiller d'arrondissement |
| 1951    | 1958             | Georges Robart                                             | RGR                    | Négociant en vins Maire de Beaucamps-le-Vieux                               |
| 1958    | 1983 (décès)     | Charles Dufour                                             | SFIO puis DVG puis DVD | Pharmacien Maire d'Hornoy-le-Bourg (1959-1983)                              |
| 1984    | 2008             | Daniel Capon                                               | RPR puis UMP           | Pharmacien Maire d'Hornoy-le-Bourg (1984-2008)                              |
| 2008    | 2015             | Jannick Lefeuvre                                           | NC-UDI                 | Enseignant retraité Maire de Lafresguimont-Saint-Martin                     |

### Conseillers d'arrondissement (de 1833 à 1940)
| Période                                  | Période          | Identité                                  | Étiquette   | Qualité |
| ---------------------------------------- | ---------------- | ----------------------------------------- | ----------- | --- |
| 1833                                     | 1848             | Pierre Louis Waré (1789-1879)             |             | Notaire, maire de Liomer |
|                                          |                  |                                           |             | |
|                                          | 1883             | Théophile Martin                          | Républicain | Maire de Brocourt |
|                                          |                  |                                           |             | |
|                                          | 1887 (démission) | Gustave Digeon                            |             | Maire de Montmarquet, suppléant du juge de paix                                                                                |
|                                          |                  |                                           |             | |
| 1895                                     | 1932 (décès)     | Louis Ferdinand Octave Macrez (1847-1932) | RG          | Docteur en médecine, propriétaire, maire de Liomer (1892-1908 et 1919-1925), Président du Conseil d'arrondissement (1915-1932) |
| 1932                                     | 1938 (décès)     | Raphaël Duval (1868-1938)                 | Rad.ind.    | Pharmacien, propriétaire cultivateur à Dromesnil                                                                               |
| 1939                                     | 1940             | Gabriel Delétoille                        | Radical     | Quincaillier, maire d'Hornoy                                                                                                   |
| 1940                                     |                  |                                           |             | Les conseils d'arrondissement ont été suspendus par la loi du 12 octobre 1940 et n'ont jamais été réactivés                    |
| Les données manquantes sont à compléter. |                  |                                           |             | |

## Composition
Le canton de Hornoy-le-Bourg regroupait 16 communes et comptait 5 436 habitants (recensement de 1999 sans doubles comptes).
| Communes                   | Population (2012) | Code postal | Code Insee |
| -------------------------- | ----------------- | ----------- | ---------- |
| Arguel                     | 35                | 80140       | 80026      |
| Aumont                     | 116               | 80640       | 80041      |
| Beaucamps-le-Jeune         | 187               | 80430       | 80061      |
| Beaucamps-le-Vieux         | 1 385             | 80430       | 80062      |
| Belloy-Saint-Léonard       | 102               | 80270       | 80081      |
| Brocourt                   | 120               | 80430       | 80143      |
| Dromesnil                  | 121               | 80640       | 80259      |
| Hornoy-le-Bourg            | 1 449             | 80640       | 80443      |
| Lafresguimont-Saint-Martin | 445               | 80430       | 80456      |
| Liomer                     | 370               | 80430       | 80484      |
| Méricourt-en-Vimeu         | 107               | 80640       | 80531      |
| Le Quesne                  | 300               | 80430       | 80651      |
| Saint-Germain-sur-Bresle   | 185               | 80430       | 80703      |
| Thieulloy-l'Abbaye         | 276               | 80640       | 80754      |
| Villers-Campsart           | 156               | 80140       | 80800      |
| Vraignes-lès-Hornoy        | 82                | 80640       | 80813      |

## Démographie
| 1936  | 1946  | 1954  | 1962        | 1968  | 1975  | 1982  | 1990  | 1999  |
| ----- | ----- | ----- | ----------- | ----- | ----- | ----- | ----- | ----- |
| 5 839 | 5 730 | 5 901 | 5 866 (SDC) | 5 907 | 5 965 | 5 718 | 5 471 | 5 436 |